# Otopharynx
Otopharynx là một chi haplochromine cichlids là đặc hữu của hồ Malawi ở miền đông châu Phi.
Chi này hiện có 14 loài được chấp nhận, xem (các loài:Otopharynx|Otopharynx]]